# Kriegerdenkmal Bad Dürrenberg

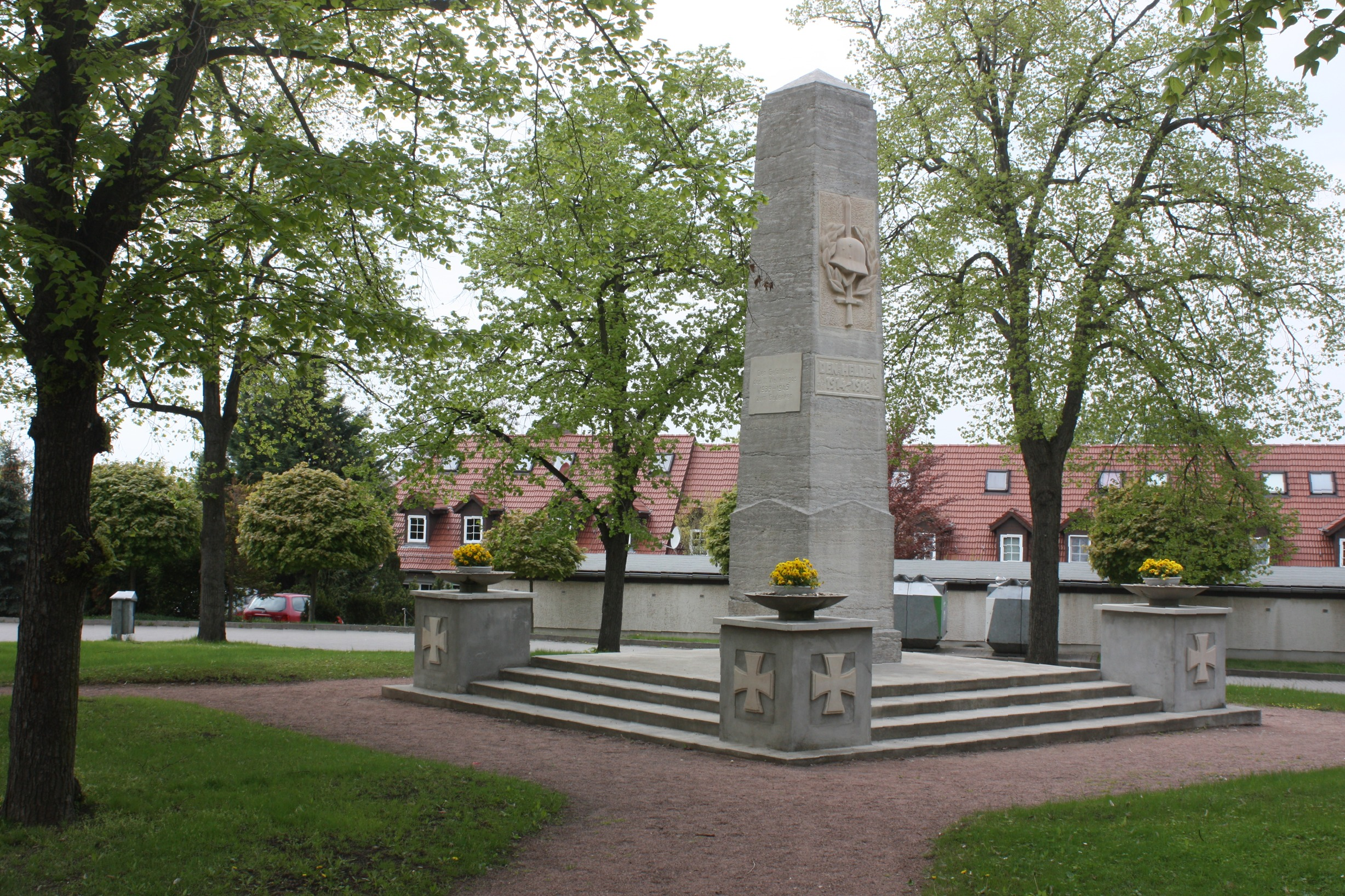
Kriegerdenkmal für die gefallenen Soldaten der beiden Weltkriege

Das Kriegerdenkmal Bad Dürrenberg ist ein denkmalgeschütztes Kriegerdenkmal in der Stadt Bad Dürrenberg in Sachsen-Anhalt. Im örtlichen Denkmalverzeichnis ist das Kriegerdenkmal unter der Erfassungsnummer 094 65526 als Baudenkmal verzeichnet.
Das am 23. August 1925 geweihte Kriegerdenkmal für die gefallenen Soldaten des Ersten Weltkriegs befindet sich am Borlachplatz zwischen Borlachturm und Gradierwerk. Es wurde für die 151 Gefallenen aus den Gemeinden Keuschberg, Balditz, Porbitz-Poppitz, Lennewitz, Ostrau und Dürrenberg errichtet. Das Zentrum des Kriegerdenkmals ist ein Obelisk, der auf einem kleinen Podest steht. Verziert ist der Obelisk mit einem Helm, der auf einem mit Eichenlaub geschmückten Schwert steckt, darunter befindet sich eine Inschriftentafel mit den Worten Den Helden 1914–1918. Nachträglich wurde auf der linken Seite des Obelisken eine Tafel für die gefallenen Soldaten des Zweiten Weltkriegs angebracht, deren Inschrift lautet Den Gefallenen des Zweiten Weltkrieges 1939–1945 zum Gedenken. Auf der rechten Seite wurde eine weitere Tafel angebracht, deren Inschrift lautet Im Krieg Gefallene, Vermisste, In Kriegsgefangenschaft Umgekommene, Durch Bomben Getötete, Flüchtlinge, Vertriebene, Widerstandleistende, Verschleppte, Erwarten ein „Niemals wieder“. Die Namen der Gefallenen der beiden Weltkriege werden beim Kriegerdenkmal nicht genannt. An den Ecken des Podestes befindet sich jeweils ein Quaderstein mit einer Feuerschale und an den beiden äußeren Seiten mit einem Eisernen Kreuz verziert.